# Agrioglypta buxtoni
Agrioglypta buxtoni är en fjärilsart som beskrevs av Willie Horace Thomas Tams 1935. Agrioglypta buxtoni ingår i släktet Agrioglypta och familjen Crambidae. Inga underarter finns listade i Catalogue of Life.